# 藤原ハガネ
藤原 ハガネ（ふじわら ハガネ、1997年8月13日 - ）は、日本の男性ボカロP、歌い手、作詞家、作曲家である。島根県松江市出身。

## 経歴
中学生の時に、cosMo@暴走Pの『初音ミクの消失』を聞いて衝撃を受け、ボーカロイド音楽に対して関心を持つ。またほぼ同時期にライトノベル「キノの旅」内で歌われた曲を自分で作りたいと考え、DTMでの作曲を始めた。
v flowerを使用して可愛い楽曲を作って世界に広めたいと考え、ボカロPとしての活動を開始する。2020年8月13日にデビュー曲の『再生ボタン』をニコニコ動画に投稿。当初は東海オンエアのてつやとsyudouの名前を組み合わせ「藤原テツドウ」として活動していたが、若者感がないと考え「藤原ハガネ」に改名した。
子牛主催のネタ曲投稿祭のために2021年2月20日に投稿された『千変万花☆エゴイズム』は最初に注目を浴びた作品となり、2025年1月現在ニコニコ動画で約12万回視聴されている。また、2021年2月20日に初のデジタル配信がされた。
2024年2月23日にニコニコ動画とYouTubeにて公開された『カーテンコール』を区切りとして引退を考えたが、ファンの期待に応えるために撤回した。
2024年5月30日にリリースされた『ふぁんぶる！』は話題を呼び、独特な曲調は吉田夜世の『オーバーライド』とも比較された。また、Billboard JAPAN発行のニコニコ VOCALOID SONGS TOP20にて13位で初登場した。2025年1月現在、ニコニコ動画にて約17万回再生され、2番目に視聴された作品となっている。YouTubeでは同時点で約298万回再生されている。

## 人物
影響を受けた人物としてMOROHA、星野源、永原真夏、MOSAIC.WAV、ボカロPでは堀江晶太とじんなどを上げている。
v flowerを好んでいるため、主にv flowerを使って楽曲を作るが、初音ミクや重音テトなどを使った曲もいくつか作曲している。

## ディスコグラフィ

### シングル

#### デジタルシングル
| #  | リリース日 | リリース日 | タイトル                         |
| #  | 年         | 月日       | タイトル                         |
| -- | ---------- | ---------- | -------------------------------- |
| 1  | 2021年     | 02月20日   | 千変万花☆エゴイズム              |
| 2  | 2021年     | 08月14日   | 『±0』                           |
| 3  | 2021年     | 10月15日   | 急転直花☆オートメーション        |
| 4  | 2021年     | 11月20日   | 新姫劇                           |
| 5  | 2022年     | 03月30日   | ヘパイストス                     |
| 6  | 2022年     | 04月23日   | スタッフロール                   |
| 7  | 2023年     | 02月16日   | く〇たしげたかがまどからみている |
| 8  | 2023年     | 02月16日   | ダイダロス                       |
| 9  | 2023年     | 02月16日   | ペルセポネ                       |
| 10 | 2023年     | 03月19日   | アイデアロール                   |
| 11 | 2024年     | 01月19日   | Dear ＊                          |
| 12 | 2024年     | 05月28日   | カーテンコール                   |
| 13 | 2024年     | 05月30日   | ふぁんぶる！                     |
| 14 | 2024年     | 08月05日   | マンチキン                       |